# 기준치
의학 및 건강 관련 분야에서 기준치(基準値, 영어: reference range)는 건강한 사람의 생리학적 측정값(예: 혈액 내 크레아티닌 양, 산소의 부분압)에 대해 정상으로 간주되는 범위 또는 구간이다. 이는 의사 또는 기타 의료종사자가 특정 환자의 검사 결과를 해석하기 위한 비교의 기초가 된다. 의학에서 중요한 기준치 중 일부는 혈액 검사의 참고 기준치 및 소변 검사의 기준치이다.
기준치의 표준 정의(명시되지 않는 한 일반적으로 언급됨)는 일반(즉, 전체) 인구에서 추출한 참조 그룹에서 가장 일반적으로 나타나는 것에서 유래한다. 이것이 일반적인 기준치이다. 그러나 최적의 건강 범위(최적의 건강 영향을 미치는 것으로 보이는 범위)와 특정 상태 또는 조건(예: 호르몬 수치에 대한 임신 기준치)에 대한 범위도 있다.
기준치 내(within the reference range, WRR) 값은 정상 범위 내(within normal limits, WNL) 값이다. 이 한계는 상위 기준치 한계(URL) 또는 정상 상한선(ULN)과 하위 기준치 한계(LRL) 또는 정상 하한선(LLN)이라고 불린다. 의료 관련 출판물에서 스타일 시트는 통계적 의미와 혼동되지 않도록 비기술적인 의미의 정상이라는 단어보다 기준이라는 단어를 선호하기도 한다. 기준치 밖의 값은 반드시 병리학적인 것은 아니며, 통계적인 의미 외에는 어떤 면에서도 반드시 비정상적인 것은 아니다. 그럼에도 불구하고, 이는 잠재적인 병증의 지표이다. 때로는 근본 원인이 명확하지만, 다른 경우에는 무엇이 문제인지, 어떻게 치료해야 할지 결정하기 위해 어려운 감별진단이 필요하다.
컷오프(cutoff) 또는 임계값(threshold)은 주로 정상과 병리적(또는 잠재적으로 병리적) 사이의 이항 분류에 사용되는 한계이다. 컷오프 설정 방법에는 기준치의 상한 또는 하한을 사용하는 것이 포함된다.

## 표준 정의
특정 측정값에 대한 기준치의 표준 정의는 참조 모집단 값의 95%가 속하는 구간으로 정의되며, 이 구간에서 값의 분포와 상관없이 2.5%의 값은 이 구간의 하한보다 작고 2.5%의 값은 이 구간의 상한보다 크다.
이 정의에 따라 제공되는 기준치는 때때로 표준 범위라고도 불린다.
범위는 가장 작은 값과 가장 큰 값 사이의 구간을 설명하는 정의된 통계적 값(범위 (통계학))이므로, 국제 임상 화학 연맹을 비롯한 많은 기관에서는 기준치보다 기준 구간이라는 표현을 선호한다.
대상 모집단에 관해서는, 별도로 명시되지 않는 한 표준 기준치는 일반적으로 건강한 개인 또는 범위를 설정하는 데 직접적인 영향을 미치는 알려진 질환이 없는 개인의 것을 의미한다. 이들은 건강한 모집단에서 추출한 참조 그룹을 사용하여 설정되며, 때로는 정상 범위 또는 정상 값(때로는 "일반적인" 범위/값)이라고 불리기도 한다. 그러나 정상이라는 용어를 사용하는 것은 부적절할 수 있는데, 구간 밖에 있는 모든 사람이 비정상적인 것은 아니며, 특정 질환을 가진 사람도 이 구간 내에 속할 수 있기 때문이다.
그러나 질병이나 상태 유무와 관계없이 전체 모집단에서 샘플을 채취하여 기준치를 설정할 수도 있다. 어떤 경우에는 질병이나 상태를 가진 개인을 모집단으로 간주하여 해당 질병이나 상태를 가진 사람들의 기준치를 설정한다. 바람직하게는 측정값에 영향을 미치는 요인이 있는 모집단의 각 하위 그룹(예: 각 성별, 연령대, 인종 또는 기타 일반적인 결정 요인)에 대해 특정 기준치가 있어야 한다.

### 설정 방법
기준치 설정 방법은 정규 분포나 로그 정규 분포를 가정하거나 관심 백분율에서 직접 추출하는 방식에 기반할 수 있으며, 다음 섹션에 각각 자세히 설명되어 있다. 양측 기관(예: 시력 또는 청력)에서 기준치를 설정할 때 동일한 개인의 두 결과가 사용될 수 있지만, 개인 내 상관 관계를 고려해야 한다.

#### 정규 분포

정규 분포를 가정할 때, 기준치는 참조 그룹의 값을 측정하고 평균에서 양쪽으로 두 표준 편차를 취함으로써 얻어진다. 이는 전체 모집단의 약 95%를 포함한다.

95% 구간은 측정 매개변수의 정규 분포를 가정하여 추정되는 경우가 많으며, 이 경우 모집단 평균(또는 기댓값)에서 양쪽으로 1.96(종종 2로 반올림) 모집단 표준 편차로 제한되는 구간으로 정의할 수 있다.
그러나 실제 세계에서는 모집단 평균도 모집단 표준 편차도 알려져 있지 않다. 둘 다 n으로 표시될 수 있는 표본 크기에서 추정해야 한다. 모집단 표준 편차는 표본 표준 편차로 추정되고 모집단 평균은 표본 평균(평균 또는 산술 평균이라고도 함)으로 추정된다. 이러한 추정치를 설명하기 위해 95% 예측구간 (95% PI)은 다음과 같이 계산된다.
95% PI = mean ± t0.975,n−1·√(n+1)/n·sd,
여기서 {\displaystyle t_{0.975,n-1}}는 n−1 자유도를 가진 스튜던트 t 분포의 97.5% 사분위수이다.
표본 크기가 클 때(n≥30) {\displaystyle t_{0.975,n-1}\simeq 2.}
이 방법은 표준 편차가 평균에 비해 너무 크지 않으면 종종 허용할 수 있을 정도로 정확하다. 더 정확한 방법은 나중에 별도의 섹션에서 설명하는 것처럼 로그화된 값에 대해 계산을 수행하는 것이다.
이 (로그화되지 않은) 방법의 다음 예시는 12명의 피험자 참조 그룹에서 채취한 공복 혈당 값에 기반한다.
|           | 공복 혈당 (FPG) 단위: mmol/L | 평균 m으로부터의 편차 | 평균 m으로부터의 제곱 편차                                                      |
| --------- | ---------------------------- | --------------------- | ------------------------------------------------------------------------------- |
| 피험자 1  | 5.5                          | 0.17                  | 0.029                                                                           |
| 피험자 2  | 5.2                          | -0.13                 | 0.017                                                                           |
| 피험자 3  | 5.2                          | -0.13                 | 0.017                                                                           |
| 피험자 4  | 5.8                          | 0.47                  | 0.221                                                                           |
| 피험자 5  | 5.6                          | 0.27                  | 0.073                                                                           |
| 피험자 6  | 4.6                          | -0.73                 | 0.533                                                                           |
| 피험자 7  | 5.6                          | 0.27                  | 0.073                                                                           |
| 피험자 8  | 5.9                          | 0.57                  | 0.325                                                                           |
| 피험자 9  | 4.7                          | -0.63                 | 0.397                                                                           |
| 피험자 10 | 5                            | -0.33                 | 0.109                                                                           |
| 피험자 11 | 5.7                          | 0.37                  | 0.137                                                                           |
| 피험자 12 | 5.2                          | -0.13                 | 0.017                                                                           |
|           | 평균 = 5.33 (m) n=12         | 평균 = 0.00           | 합/(n−1) = 1.95/11 =0.18 {\displaystyle {\sqrt {0.18}}=0.42} = 표준 편차 (s.d.) |

예를 들어, 스튜던트 t 분포의 선택 값 표에서 주어진 바와 같이, (12-1) 자유도를 가진 97.5% 백분위수는 다음과 같다.
{\displaystyle t_{0.975,11}=2.20}
이어서, 표준 기준치의 하한 및 상한은 다음과 같이 계산된다.
{\displaystyle Lower~limit=m-t_{0.975,11}\times {\sqrt {\frac {n+1}{n}}}\times s.d.=5.33-2.20\times {\sqrt {\frac {13}{12}}}\times 0.42=4.4}
{\displaystyle Upper~limit=m+t_{0.975,11}\times {\sqrt {\frac {n+1}{n}}}\times s.d.=5.33+2.20\times {\sqrt {\frac {13}{12}}}\times 0.42=6.3.}
따라서 이 예시의 표준 기준치는 4.4에서 6.3 mmol/L로 추정된다.

##### 한계의 신뢰 구간
정규 분포를 가정하여 추정된 표준 기준치 한계의 90% 신뢰 구간은 다음 공식으로 계산할 수 있다.
신뢰 구간의 하한 = 백분위수 한계 - 2.81 × SD⁄√n
신뢰 구간의 상한 = 백분위수 한계 + 2.81 × SD⁄√n,
여기서 SD는 표준 편차이고 n은 표본 수이다.
이전 섹션의 예시를 보면, 표본 수는 12개이고 표준 편차는 0.42 mmol/L이므로 다음이 된다.
표준 기준치 하한의 신뢰 구간 하한 = 4.4 - 2.81 × 0.42⁄√12 ≈ 4.1
표준 기준치 하한의 신뢰 구간 상한 = 4.4 + 2.81 × 0.42⁄√12 ≈ 4.7
따라서 기준치의 하한은 4.4 (90% CI 4.1–4.7) mmol/L로 쓸 수 있다.
마찬가지로 유사한 계산을 통해 기준치의 상한은 6.3 (90% CI 6.0–6.6) mmol/L로 쓸 수 있다.
이러한 신뢰 구간은 무작위 오차를 반영하지만, 체계적 오차를 보정하지는 않는다. 이 경우 체계적 오차는 예를 들어 참조 그룹이 혈액 샘플링 전에 충분히 금식하지 않아 발생할 수 있다.
비교를 위해 공복 혈당에 임상적으로 사용되는 실제 기준치는 하한이 약 3.8에서 4.0, 상한이 약 6.0에서 6.1으로 추정된다.

#### 로그 정규 분포

일부 로그 정규 분포 함수(측정값이 로그화되지 않은 상태에서 표시됨), 평균은 동일하지만(로그화 후 계산됨) 표준 편차는 다름(로그화 후).

실제로 생물학적 매개변수는 정규 분포나 가우스 분포보다 로그 정규 분포를 따르는 경향이 있다.
생물학적 매개변수의 이러한 로그 정규 분포에 대한 설명은 다음과 같다. 샘플 값이 평균 또는 중앙값의 절반이 되는 사건은 샘플 값이 평균 또는 중앙값의 두 배가 되는 사건과 거의 동일한 확률로 발생한다. 또한 로그 정규 분포만이 거의 모든 생물학적 매개변수가 음수가 될 수 없는 한계를 보상할 수 있는데(적어도 절대 척도로 측정될 때), 그 결과 높은 쪽 극단값(극단 값)의 크기에는 명확한 한계가 없지만, 다른 한편으로는 0보다 작을 수 없으므로 양의 비대칭도가 발생한다.
오른쪽 다이어그램에서 보듯이, 이 현상은 표준 편차가 (평균에 비해) 비교적 작을 때 상대적으로 작은 영향을 미치는데, 이는 로그 정규 분포가 정규 분포와 유사하게 보이게 하기 때문이다. 따라서 편리함을 위해 표준 편차가 작을 때는 정규 분포가 더 적합할 수 있으며, 표준 편차가 클 때는 로그 정규 분포가 더 적합할 수 있다.
로그 정규 분포에서는 기하 표준 편차 및 기하 평균이 산술 평균보다 95% 예측구간을 더 정확하게 추정한다.

##### 필요성
전해질과 같이 일반적으로 비교적 좁은 범위(아래에 자세히 설명된 변동 계수 0.213 미만) 내에 있는 물질의 기준치는 정규 분포를 가정하여 추정할 수 있지만, 호르몬과 같이 크게 변동하는(변동 계수가 일반적으로 0.213 초과) 물질의 기준치는 로그 정규 분포를 통해 더 정확하게 설정된다.
로그 정규 분포가 아닌 정규 분포를 사용하여 기준치를 설정할 필요성은 그렇게 하지 않을 때 얼마나 많은 차이가 발생하는지에 따라 달라진다고 볼 수 있으며, 이는 다음 비율로 설명할 수 있다.
Difference ratio = ⁠| Limitlog-normal - Limitnormal |/ Limitlog-normal ⁠
여기서:
- Limitlog-normal은 로그 정규 분포를 가정하여 추정된 (하한 또는 상한) 한계이다.
- Limitnormal은 정규 분포를 가정하여 추정된 (하한 또는 상한) 한계이다.

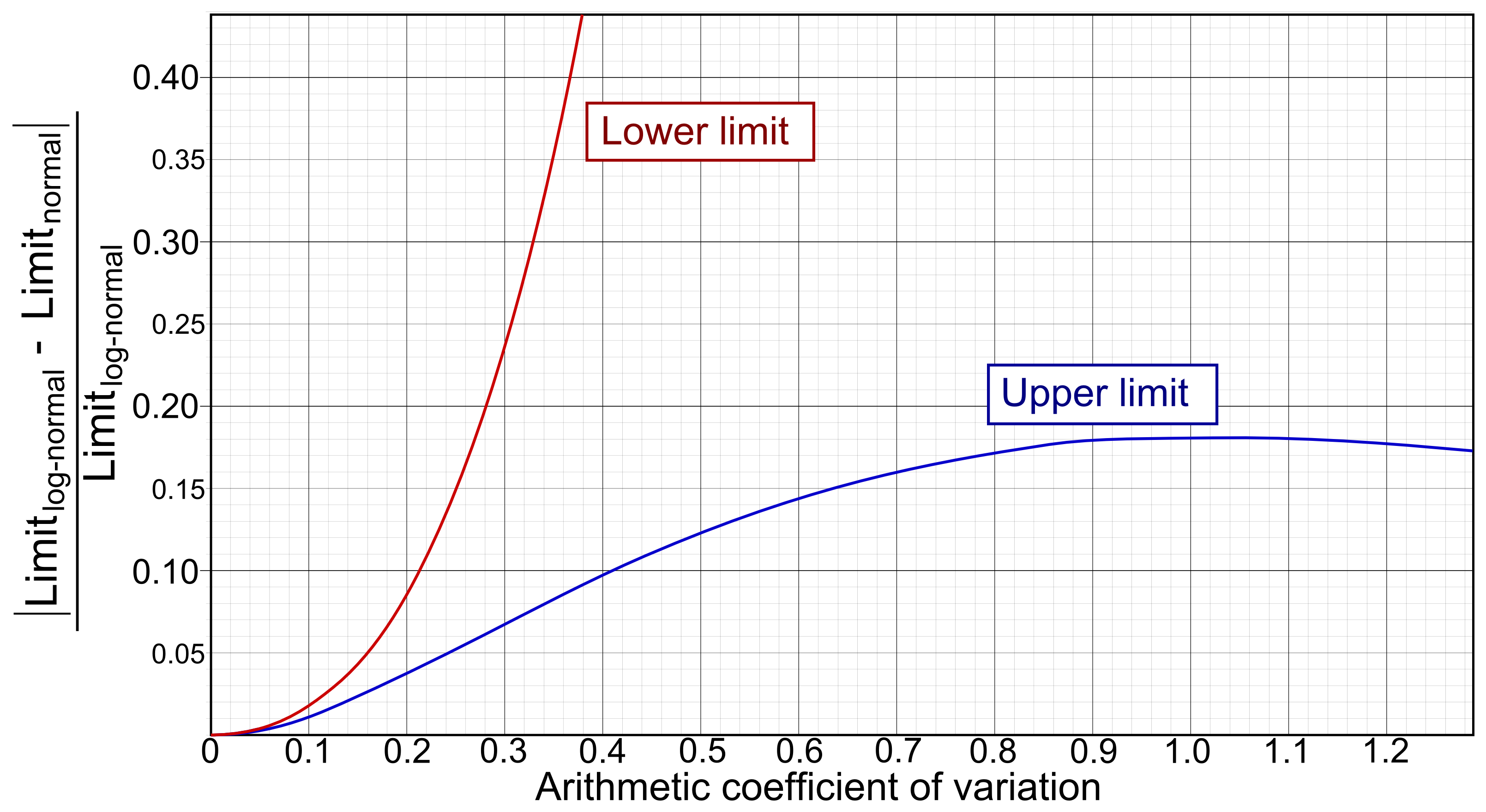
실제로 로그 정규 분포가 존재할 때 정규 분포를 가정하여 설정된 기준치의 변동 계수 대 편차.

이 차이는 전적으로 변동 계수와 관련하여 표현될 수 있으며, 오른쪽 그림과 같이:
Coefficient of variation = ⁠s.d./m⁠
여기서:
- s.d.는 표준 편차이다.
- m은 산술 평균이다.

실제로, 차이 비율이 0.1 이상이 되면 로그 정규 분포의 설정 방법을 사용하는 것이 필요하다고 볼 수 있다. 이는 가정된 정규 분포에서 추정된 (하한 또는 상한) 한계가 (더 정확한) 로그 정규 분포에서 추정된 해당 한계와 10% 이상 차이가 난다는 것을 의미한다. 그림에서 보듯이, 0.1의 차이 비율은 하한의 경우 변동 계수 0.213(또는 21.3%)에서, 상한의 경우 변동 계수 0.413(41.3%)에서 도달한다. 하한은 변동 계수가 증가할수록 더 영향을 받으며, 하한의 "임계" 변동 계수 0.213은 (상한)/(하한) 비율이 2.43에 해당한다. 따라서 경험 법칙으로, 정규 분포를 가정하여 추정했을 때 상한이 하한의 2.4배 이상이면 로그 정규 분포로 다시 계산하는 것을 고려해야 한다.
이전 섹션의 예시를 보면, 표준 편차(s.d.)는 0.42로, 산술 평균(m)은 5.33으로 추정된다. 따라서 변동 계수는 0.079이다. 이는 0.213과 0.413 모두보다 작으므로, 공복 혈당의 하한과 상한 모두 정규 분포를 가정하여 추정할 수 있다. 더 구체적으로, 변동 계수 0.079는 하한에 대해 0.01(1%)의 차이 비율을, 상한에 대해 0.007(0.7%)의 차이 비율을 나타낸다.

##### 로그화된 샘플 값으로부터
로그 정규 분포를 가진 매개변수에 대한 기준치를 추정하는 한 가지 방법은 모든 측정값을 임의의 밑(예: e)으로 로그화하고, 이 로그들의 평균과 표준 편차를 도출하며, (95% 예측 구간의 경우) 해당 평균에서 1.96 표준 편차만큼 아래와 위에 위치한 로그들을 결정한 후, 해당 두 로그를 지수로 사용하여 로그화할 때 사용한 동일한 밑으로 거듭제곱하는 것이다. 이렇게 얻은 두 결과값이 95% 예측 구간의 하한과 상한이 된다.
이 방법의 다음 예시는 이전 섹션에서 사용된 공복 혈당과 동일한 값을 e를 밑으로 사용하여 기반한다.
|           | 공복 혈당 (FPG) 단위: mmol/L | loge(FPG)         | loge(FPG) 평균 μlog로부터의 편차 | 평균으로부터의 제곱 편차                                                                           |
| --------- | ---------------------------- | ----------------- | -------------------------------- | -------------------------------------------------------------------------------------------------- |
| 피험자 1  | 5.5                          | 1.70              | 0.029                            | 0.000841                                                                                           |
| 피험자 2  | 5.2                          | 1.65              | 0.021                            | 0.000441                                                                                           |
| 피험자 3  | 5.2                          | 1.65              | 0.021                            | 0.000441                                                                                           |
| 피험자 4  | 5.8                          | 1.76              | 0.089                            | 0.007921                                                                                           |
| 피험자 5  | 5.6                          | 1.72              | 0.049                            | 0.002401                                                                                           |
| 피험자 6  | 4.6                          | 1.53              | 0.141                            | 0.019881                                                                                           |
| 피험자 7  | 5.6                          | 1.72              | 0.049                            | 0.002401                                                                                           |
| 피험자 8  | 5.9                          | 1.77              | 0.099                            | 0.009801                                                                                           |
| 피험자 9  | 4.7                          | 1.55              | 0.121                            | 0.014641                                                                                           |
| 피험자 10 | 5.0                          | 1.61              | 0.061                            | 0.003721                                                                                           |
| 피험자 11 | 5.7                          | 1.74              | 0.069                            | 0.004761                                                                                           |
| 피험자 12 | 5.2                          | 1.65              | 0.021                            | 0.000441                                                                                           |
|           | 평균: 5.33 (m)               | 평균: 1.67 (μlog) |                                  | 합/(n-1) : 0.068/11 = 0.0062 {\displaystyle {\sqrt {0.0062}}=0.079} = loge(FPG)의 표준 편차 (σlog) |

이후, 로그화된 기준치의 하한은 다음과 같이 계산된다.
{\displaystyle {\begin{aligned}\ln({\text{lower limit}})&=\mu _{\log }-t_{0.975,n-1}\times {\sqrt {\frac {n+1}{n}}}\times \sigma _{\log }\\&=1.67-2.20\times {\sqrt {\frac {13}{12}}}\times 0.079=1.49,\end{aligned}}}
기준치의 상한은 다음과 같다.
{\displaystyle {\begin{aligned}\ln({\text{upper limit}})&=\mu _{\log }+t_{0.975,n-1}\times {\sqrt {\frac {n+1}{n}}}\times \sigma _{\log }\\&=1.67+2.20\times {\sqrt {\frac {13}{12}}}\times 0.079=1.85\end{aligned}}}
비로그화 값으로의 변환은 다음과 같이 수행된다.
{\displaystyle {\text{Lower limit}}=e^{\ln({\text{lower limit}})}=e^{1.49}=4.4}
{\displaystyle {\text{Upper limit}}=e^{\ln({\text{upper limit}})}=e^{1.85}=6.4}
따라서 이 예시의 표준 기준치는 4.4에서 6.4로 추정된다.

##### 산술 평균과 분산으로부터
로그 정규 분포를 가정하여 기준치를 설정하는 또 다른 방법은 산술 평균과 표준 편차를 사용하는 것이다. 이 방법은 다소 번거롭지만, 연구에서 원본 데이터를 제외하고 산술 평균과 표준 편차만 제시된 경우 유용할 수 있다. 원래 정규 분포 가정이 로그 정규 분포보다 덜 적절한 경우, 산술 평균과 표준 편차를 사용하는 것이 기준치를 결정하는 유일한 사용 가능한 매개변수가 될 수 있다.
이 경우 기댓값이 산술 평균을 나타낼 수 있다고 가정하면, 매개변수 μlog와 σlog는 산술 평균(m)과 표준 편차(s.d.)로부터 다음과 같이 추정할 수 있다.
{\displaystyle \mu _{\log }=\ln(m)-{\frac {1}{2}}\ln \!\left(1+\!\left({\frac {\text{s.d.}}{m}}\right)^{2}\right)}
{\displaystyle \sigma _{\log }={\sqrt {\ln \!\left(1+\!\left({\frac {\text{s.d.}}{m}}\right)^{2}\right)}}}
이전 섹션의 예시 참조 그룹을 따르면:
{\displaystyle \mu _{\log }=\ln(5.33)-{\frac {1}{2}}\ln \!\left(1+\!\left({\frac {0.42}{5.33}}\right)^{2}\right)=1.67}
{\displaystyle \sigma _{\log }={\sqrt {\ln \!\left(1+\!\left({\frac {0.42}{5.33}}\right)^{2}\right)}}=0.079}
이어서, 로그화된, 그리고 나중에 비로그화된, 하한 및 상한은 로그화된 샘플 값과 동일하게 계산된다.

#### 관심 백분율로부터 직접
기준치는 참조 그룹에서 측정값의 2.5 백분위수와 97.5 백분위수에서 직접 설정할 수도 있다. 예를 들어, 참조 그룹이 200명으로 구성되고 가장 낮은 값의 측정값부터 가장 높은 값의 측정값까지 세어보면, 기준치의 하한은 5번째 측정값에 해당하고 상한은 195번째 측정값에 해당한다.
이 방법은 측정값이 어떤 형태의 정규 분포나 다른 함수에 편리하게 부합하지 않는 경우에도 사용할 수 있다.
그러나 이 방식으로 추정된 기준치 한계는 산술 또는 로그 정규 분포(해당하는 경우)로 추정된 한계보다 분산이 더 크므로 신뢰성이 떨어진다. 이는 후자가 2.5 백분위수 및 97.5 백분위수에서의 측정값뿐만 아니라 전체 참조 그룹의 측정값에서 통계적 검정력을 얻기 때문이다. 그럼에도 불구하고 이 분산은 참조 그룹의 크기가 증가함에 따라 감소하므로, 이 방법은 큰 참조 그룹을 쉽게 수집할 수 있고 측정값의 분포 모드가 불확실한 경우에 최적일 수 있다.

#### 이봉분포

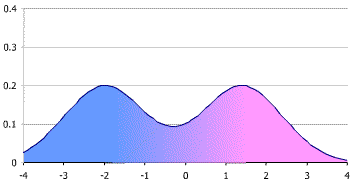
이봉분포

이봉분포(오른쪽 참조)의 경우, 이러한 현상이 발생하는 이유를 파악하는 것이 유용하다. 두 개의 다른 사람 그룹에 대해 두 개의 기준치를 설정하여 각 그룹에 대해 정규 분포를 가정할 수 있다. 이러한 이봉 패턴은 전립선 특이 항원과 같이 남성과 여성 간에 다른 검사에서 일반적으로 나타난다.

### 의료 검사에서 표준 범위의 해석
결과가 연속 값인 의료 검사의 경우, 기준치는 개별 검사 결과의 해석에 사용될 수 있다. 이는 주로 진단 검사 및 선별 검사에 사용되며, 모니터링 검사는 동일한 개인의 이전 검사로부터 최적으로 해석될 수 있다.

#### 무작위 변동성의 확률
기준치는 검사 결과가 평균에서 벗어난 것이 무작위 변동성의 결과인지 또는 기저 질환이나 상태의 결과인지를 평가하는 데 도움이 된다. 기준치 설정에 사용된 참조 그룹이 건강한 상태의 개인을 대표한다고 가정할 수 있다면, 해당 개인의 검사 결과가 기준치보다 낮거나 높게 나타나는 경우, 질병이나 다른 상태가 없는 상태에서 무작위 변동성으로 인해 이러한 결과가 발생할 확률이 2.5% 미만이라고 해석할 수 있으며, 이는 기저 질환이나 상태를 원인으로 고려해야 한다는 강력한 지표가 된다.
이러한 추가 고려는 예를 들어 역학 기반 감별진단 절차를 통해 수행될 수 있다. 이 절차에서는 발견된 결과를 설명할 수 있는 잠재적인 후보 조건을 나열하고, 이들이 애초에 발생했을 확률을 계산한 다음, 결과가 무작위 변동성으로 인해 발생했을 확률과 비교한다.
기준치 설정이 정규 분포를 가정하여 이루어졌다면, 결과가 무작위 변동성의 영향일 확률은 다음과 같이 더 구체적으로 명시할 수 있다.
표준 편차가 아직 주어지지 않았다면, 평균과 기준치의 상한 또는 하한 사이의 차이의 절댓값이 약 2 표준 편차(더 정확하게는 1.96)라는 사실을 이용하여 역으로 계산할 수 있다. 따라서:
Standard deviation (s.d.) ≈ ⁠| (Mean) - (Upper limit) |/2⁠.
이후 개인의 검사에 대한 표준 점수는 다음과 같이 계산할 수 있다.
Standard score (z) = ⁠| (Mean) - (individual measurement) |/s.d.⁠.
값이 평균으로부터 특정 거리 내에 있을 확률은 표준 점수와 예측 구간 간의 관계로부터 계산할 수 있다. 예를 들어, 표준 점수 2.58은 99%의 예측 구간에 해당하며, 이는 질병이 없는 상태에서 결과가 평균으로부터 최소한 그만큼 떨어져 있을 확률이 0.5%임을 의미한다.

#### 예시
예를 들어, 한 개인이 혈액 내 이온화 칼슘을 측정하는 검사를 받아 1.30 mmol/L의 값을 얻었고, 해당 개인을 적절하게 대표하는 참조 그룹이 1.05에서 1.25 mmol/L의 기준치를 설정했다고 가정해보자. 이 개인의 값은 기준치의 상한보다 높아, 무작위 변동의 결과일 확률이 2.5% 미만이며, 가능한 원인 질환에 대한 감별진단을 해야 한다는 강력한 지표가 된다.
이 경우 역학 기반 감별진단 절차가 사용되며, 첫 번째 단계는 발견된 결과를 설명할 수 있는 후보 조건을 찾는 것이다.
고칼슘혈증(일반적으로 칼슘 수치가 기준치 이상인 것으로 정의됨)은 주로 원발성 부갑상선 기능 항진증 또는 악성 종양에 의해 발생하므로, 이를 감별진단에 포함하는 것이 합리적이다.
예를 들어 역학 및 개인의 위험 요인을 사용하여, 애초에 고칼슘혈증이 원발성 부갑상선 기능 항진증에 의해 발생했을 확률은 0.00125(또는 0.125%), 암에 대한 동등한 확률은 0.0002, 기타 조건에 대한 확률은 0.0005로 추정된다고 가정해보자. 질병이 없을 확률이 0.025 미만으로 주어졌으므로, 이는 애초에 고칼슘혈증이 발생했을 확률이 최대 0.02695에 해당한다. 그러나 고칼슘혈증이 100% 확률로 발생했으므로, 원발성 부갑상선 기능 항진증이 고칼슘혈증을 유발했을 확률이 최소 4.6%, 암이 최소 0.7%, 기타 조건이 최소 1.9%, 그리고 질병이 없고 고칼슘혈증이 무작위 변동으로 인한 것일 확률이 최대 92.8%로 조정된 확률이 발생한다.
이 경우, 무작위 변동 확률을 명시하면 추가 처리에 이점이 있다.
값은 정규 분포에 허용할 수 있을 정도로 부합한다고 가정하므로, 참조 그룹의 평균은 1.15라고 가정할 수 있다. 표준 편차는 아직 주어지지 않았다면, 평균과, 예를 들어, 기준치의 상한 사이의 차이의 절댓값이 대략 2 표준 편차(더 정확하게는 1.96)라는 것을 이용하여 역으로 계산할 수 있다. 따라서:
Standard deviation (s.d.) ≈ ⁠| (Mean) - (Upper limit) |/2⁠ = ⁠| 1.15 - 1.25 |/2⁠ = ⁠0.1/2⁠ = 0.05.
개인의 검사에 대한 표준 점수는 다음과 같이 계산된다.
Standard score (z) = ⁠| (Mean) - (individual measurement) |/s.d.⁠ = ⁠| 1.15 - 1.30 |/0.05⁠ = ⁠0.15/0.05⁠ = 3.
값이 평균보다 표준 점수 3만큼 큰 값을 가질 확률은 대략 0.14%에 해당한다(여기서 99.7%는 68-95-99.7 규칙에서 주어진 값이며, (100% − 99.7%)/2로 계산됨).
다른 후보 조건에 의해 고칼슘혈증이 애초에 발생했을 동일한 확률을 사용하면, 고칼슘혈증이 애초에 발생했을 확률은 0.00335이며, 고칼슘혈증이 발생했다는 사실을 고려할 때 원발성 부갑상선 기능 항진증, 암, 기타 조건 및 질병 없음 각각에 대한 조정된 확률은 37.3%, 6.0%, 14.9%, 41.8%이다.

## 최적 건강 기준치
최적(건강) 기준치 또는 치료 목표(여기서 생물학적 표적과 혼동하지 말 것)는 인구의 표준 분포에 기반한 표준 범위가 아니라 최적의 건강 또는 관련 합병증 및 질병의 최소 위험과 관련된 농도 또는 수준에 기반한 기준치 또는 한계이다.
이는 예를 들어 엽산에 대해 더 적절할 수 있는데, 북미인의 약 90%가 실제로 다소 엽산 결핍으로 고통받을 수 있지만, 가장 낮은 수준을 가진 2.5%만이 표준 기준치 아래로 떨어질 것이기 때문이다. 이 경우 최적 건강을 위한 실제 엽산 범위는 표준 기준치보다 훨씬 높다. 비타민 D도 비슷한 경향을 보인다. 반대로, 예를 들어 요산의 경우, 표준 기준치를 초과하지 않는 수준이라도 통풍이나 신장결석의 위험을 배제하지는 않는다. 또한 대부분의 독소에 대해 표준 기준치는 일반적으로 독성 효과 수준보다 낮다.
최적 건강 기준치의 문제점은 범위를 추정하는 표준 방법이 없다는 것이다. 한계는 건강 위험이 특정 임계값을 초과하는 것으로 정의될 수 있지만, 다양한 측정값(예: 엽산 및 비타민 D) 간의 다양한 위험 프로파일, 심지어 동일한 측정값(예: 비타민 A 결핍 및 비타민 A 독성 모두)에 대한 다양한 위험 측면으로 인해 표준화하기 어렵다. 따라서 다양한 출처에서 제공되는 최적 건강 기준치는 매개변수의 다양한 정의로 인해 추가적인 통계적 변동성을 갖는다. 또한 표준 기준치와 마찬가지로 성별, 연령 등 값에 영향을 미치는 다양한 결정 요인에 대한 특정 범위가 있어야 한다. 이상적으로는 연구를 통해 달성하기 어려울 수 있지만, 의사의 오랜 임상 경험을 통해 다른 사람들의 기준치를 사용하는 것보다 이 방법이 더 선호될 수 있다.

## 일측 컷오프 값
많은 경우, 범위의 한쪽만 관심 대상인 경우가 많다. 예를 들어 암항원 19-9와 같은 병리학적 표지자의 경우, 일반적으로 인구에서 흔히 나타나는 값보다 낮은 값은 임상적 의미가 없다. 따라서 이러한 목표값은 종종 기준치의 한쪽 한계만 주어지며, 엄밀히 말하면 이러한 값은 컷오프 값 또는 임계값에 해당한다.
이들은 표준 범위와 최적 건강 범위를 모두 나타낼 수 있다. 또한 건강한 사람과 특정 질병을 구별하는 적절한 값을 나타낼 수도 있지만, 이는 다른 질병을 구별함으로써 추가적인 가변성을 초래한다. 예를 들어, NT-proBNP의 경우, 건강한 아기와 청색증 없는 심장병이 있는 아기를 구별하는 데 사용되는 컷오프 값은 건강한 아기와 선천성 비구상 적혈구 빈혈이 있는 아기를 구별하는 데 사용되는 컷오프 값보다 낮다.

## 일반적인 단점
표준 및 최적 건강 기준치와 컷오프 모두에 대해 부정확성 및 불정밀성의 원인은 다음과 같다.
- 사용된 기기 및 실험실 기술 또는 관찰자가 측정값을 해석하는 방식. 이는 기준치를 설정하는 데 사용된 기기 등과 이 기준치가 적용되는 개별 환자의 값을 얻는 데 사용된 기기 등 모두에 적용될 수 있다. 이를 보완하기 위해 개별 실험실은 실험실에서 사용되는 기기를 고려하여 자체 실험실 범위를 가져야 한다.
- 보정되지 않은 연령, 식단 등과 같은 결정 요인. 최적으로는 적용되는 각 개인과 가능한 한 유사한 참조 그룹의 기준치가 있어야 하지만, 모든 단일 결정 요인을 보정하는 것은 실제적으로 불가능하며, 종종 참조치가 적용되는 동일한 개인의 여러 측정에서 설정된 경우에도 검사-재검사 변동성 때문에 불가능한 경우가 많다.

또한 기준치는 "좋은" 값과 "나쁜" 값을 명확하게 구분하는 명확한 임계값의 인상을 주는 경향이 있지만, 실제로는 일반적으로 일반적이거나 최적의 값에서 멀어질수록 위험이 지속적으로 증가한다.
이러한 점과 보정되지 않은 요인들을 염두에 두면, 검사 결과의 이상적인 해석 방법은 다른 사람들의 기준치를 사용하여 값을 엄격하게 "좋다" 또는 "나쁘다"로 분류하는 것보다는 해당 개인의 모든 요인과 조건을 고려하여 그 개인에게 기대되거나 최적인 것이 무엇인지 비교하는 것으로 구성될 것이다.
최근 논문에서 라포포트(Rappoport) 등은 전자의무기록 시스템에서 기준치를 재정의하는 새로운 방법을 설명했다. 이러한 시스템에서는 더 높은 인구 해상도(예: 연령, 성별, 인종 및 민족별)를 달성할 수 있다.

## 예시
- 혈액 검사의 참고 기준치
- 소변 검사의 기준치

## 같이 보기
- 임상병리학
- 의료기술사
- 혈액 검사의 참고 기준치